# Ai noștri
Ai noștri este un serial de comedie românesc care a debutat pe Pro TV la data de 2 martie 2017. Este vorba de două familii diferite care vor să devină un neam unit.

## Sinopsis
Două familii complet diferite, Ciorbă și Ghica, au un singur lucru în comun pe care, din păcate, nu îl pot evita: cumetria! Cei doi copii din familii, Irina și Horațiu, se îndrăgostesc iremediabil și hotărăsc să facă pasul cel mare - căsătoria. Cu toate că interesele celor două familii nu au nici un punct în comun, tinerii îndrăgostiți sunt convinși că acest aspect nu va reprezenta o piedică în calea către fericire, O familie numeroasă. În Familia Ghica, mama este profesoară, tatăl contabil, iar Horațiu, fiul celor doi, este un polițist corect. Deși nu au posibilități financiare foarte bune, au valori foarte bine stabilite, pe care le urmează cu strictețe: sunt onorabili și întotdeauna respectând legea! La polul opus, familia Ciorbă este mai înstărită, însă jonglând la limita legalității. Nu au ajuns chiar la nivelul familiei Soprano, dar Sandu, capul familiei, încearcă din răsputeri! Irina, cea mai tânără fiică, este inocentă și diferită față de toți cei lângă care a crescut. Povestea serialului urmărește cei doi îndrăgostiți, dar și lupta pentru supremație a celor doi tați, Sandu și Marin, care nu poate duce decât la situații care vor stârni hohote de râs!

## Personaje Principale
- Elena (Emilia Popescu)
- Veronica (Gabriela Popescu)
- Marin (Constantin Pușcașu)
- Brigitte (Letiția Vlădescu)
- Apostol (Marius Damian)
- Sandu (Teodor Corban)
- Doru (Andrei Hutuleac)
- Daria (Mara Dinu)
- Darius (David Blaj)
- Tibi (Marin Grigore)
- Irina (Cristina Mihăilescu)
- Mădălina (Ana Adelaida Perjoiu)
- Horațiu (Vlad Logigan)
- Mia

## Personaje Secundare
- Îngrijitor parc (Mihai Munteniță)
- Om bătrân (Ion Arcudeanu)
- Client (Andrei Ciobanu)
- Doctor (Tourialay Akbari)
- Marcello (Mihai Călin)
- Mamaia (Manuela Hărăbor)
- Datornic (Cosmin Teodor Pană)
- Nelu Oprea (Angel Popescu)
- Nepotul (Alexandru Voicu)

## Sezoane
| Sezon | Sezon | Episoade | Data               | Data              |
| Sezon | Sezon | Episoade | Premieră           | Final             |
| ----- | ----- | -------- | ------------------ | ----------------- |
|       | 1     | 13       | 2 martie 2017      | 25 mai 2017       |
|       | 2     | 13       | 14 septembrie 2017 | 19 decembrie 2017 |

## Episoade

### Sezonul 1
| Nr. în serial | Nr. în sezon | Titlu                    | Regizor       | Scenarist | Data            |
| ------------- | ------------ | ------------------------ | ------------- | --------- | --------------- |
| 1             | 1            | „Pilot”                  | Dragoș Buligă |           | 2 martie 2017   |
| 2             | 2            | „Botezul”                | Dragoș Buligă |           | 9 martie 2017   |
| 3             | 3            | „Taxe și Impozite”       | Dragoș Buligă |           | 16 martie 2017  |
| 4             | 4            | „Prima Rată”             | Dragoș Buligă |           | 23 martie 2017  |
| 5             | 5            | „Moștenitorul”           | Dragoș Buligă |           | 30 martie 2017  |
| 6             | 6            | „Renovarea”              | Dragoș Buligă |           | 6 aprilie 2017  |
| 7             | 7            | „Grătar în familie”      | Dragoș Buligă |           | 13 aprilie 2017 |
| 8             | 8            | „Trăiește Bio!”          | Dragoș Buligă |           | 20 aprilie 2017 |
| 9             | 9            | „Numai Tată să nu Fii!”  | Dragoș Buligă |           | 27 aprilie 2017 |
| 10            | 10           | „Cadoul”                 | Dragoș Buligă |           | 4 mai 2017      |
| 11            | 11           | „Amnezia”                | Dragoș Buligă |           | 11 mai 2017     |
| 12            | 12           | „Trei Doamne Îndoliate”  | Dragoș Buligă |           | 18 mai 2017     |
| 13            | 13           | „Banii N-aduc Fericirea” | Dragoș Buligă |           | 25 mai 2017     |

### Sezonul 2
| Nr. în serial | Nr. în sezon | Titlu                            | Regizor       | Scenarist | Data               |
| ------------- | ------------ | -------------------------------- | ------------- | --------- | ------------------ |
| 14            | 1            | „Oaia Neagră”                    | Dragoș Buligă |           | 14 septembrie 2017 |
| 15            | 2            | „Familia Tradițională”           | Dragoș Buligă |           | 21 septembrie 2017 |
| 16            | 3            | „Primul Cuvânt - Ultimul Iepure” | Dragoș Buligă |           | 28 septembrie 2017 |
| 17            | 4            | „Magicianul”                     | Dragoș Buligă |           | 5 octombrie 2017   |
| 18            | 5            | „Bani Curați”                    | Dragoș Buligă |           | 12 octombrie 2017  |
| 19            | 6            | „Otita și Depresia”              | Dragoș Buligă |           | 19 octombrie 2017  |
| 20            | 7            | „Operațiunea Viorele”            | Dragoș Buligă |           | 26 octombrie 2017  |
| 21            | 8            | „Filmul lui Cazacu”              | Dragoș Buligă |           | 1 noiembrie 2017   |
| 22            | 9            | „Trafic de arme”                 | Dragoș Buligă |           | 16 noiembrie 2017  |
| 23            | 10           | „A fi sau nu stors”              | Dragoș Buligă |           | 23 noiembrie 2017  |
| 24            | 11           | „Mâța blândă”                    | Dragoș Buligă |           | 7 decembrie 2017   |
| 25            | 12           | „Mersul lucrurilor”              | Dragoș Buligă |           | 19 decembrie 2017  |
| 26            | 13           | „Metoda Florile Dalbe”           | Dragoș Buligă |           | 19 decembrie 2017  |